# تل الحمام
تل الحمام یک محوطه دقیقاً مشخص شده باستان‌شناسی، در قسمت شرقی دره اردن پایین و نزدیک دهانه رود اردن است. این محوطه بقایای قابل توجهی از دوران اولیه و میانی عصر برنز و میانه عصر آهن دارد. در اواخر قرن پنجم میلادی قلمرو آن بخشی از شهر بزرگتر لیویاس (شهرک تل الرامه) بود. تحقیقات مفصلی برای شناسایی این محوطه با آنچه که کتاب مقدس دربارهٔ چنین شهری اشارت داشته، از قدیم وجود دارد.

## دوره‌های متفاوت
- قرن اول میلادی – لیویاس – یک شهر رومی در نزدیکی تل الرامة بوده‌است، هرچند ویلیام اف آلبرایت باستان‌شناس، لغت‌شناس و محقق کتاب مقدس، شهر تل الرامة را شناسایی کرد. حفاری‌های اخیر در تل الحمام منجر به این نظریه شده‌است که مرکز تجاری و مسکونی لیویاس بوده و مرکز اداری در تل الحمام واقع شده‌است. در دوره‌های روم باستان، امپراتوری بیزانس و امویان (۱۶۵ پیش از میلاد - ۷۵۰ میلادی) این منطقه بخشی از شهر لیویاس (همچنین به نام جولیاس معروف است) شهری مهم در پرآ بود که توسط هیرودیس آنتیپاس بازسازی شد.[۴][۵]
- دوره بیزانس – لیویاس – در سال ۳۸۴ میلادی، زائر زن اسپانیایی شهادت داد که یک اسقف کهنسال خانه‌ای در لیویاس داشته‌است. این مهم را باید در نظر داشت که لیویاس هنوز در پایان قرن ۵ و اوایل قرن ۶ یک مکان دیدنی بود. اسناد اداری بیزانس سه اسقف از لیویاس را فهرست می‌کند: لتویوس، که در سال ۴۳۱ در شورای افسوس حضور داشت، پانکراتیوس، که در شورای خلقیدون در ۴۵۱ و زکریا که در شورای اورشلیم در ۵۳۶ میلادی شرکت کرد. با این همه آنچه همگان بر آن اعتقاد واحد دارند حضور تئوتوکوس، بین سال‌های ۵۵۰ تا ۶۵۰ میلادی به عنوان مشهورترین اسقف لیویاس و اولین متکلمی است که آموزه عروج مریم را بیان کرد.[۶]

## سوابق تحقیق دانشگاهی و علمی
کلود رینیه کوندر، کاوشگر و باستان‌شناس انگلیسی این منطقه را در قرن نوزدهم کشف و ثبت کرد و پیر مالون کشیش یسوعی و باستان‌شناس آن را در سال ۱۹۳۲ به تفصیل شرح داد. هر دو نفر در نوشته‌هایشان به شفافیت از بقایای برجسته یک مجموعه حمام رومی نام می‌برند که می‌تواند دلیلی احتمالی بر نامگذاری این محل با عنوان «تپه‌های حمام گرم» باشد. نلسون گلوک ربی آمریکایی، استاد دانشگاه و باستان‌شناس در سال ۱۹۴۱ از این مکان بازدید و ویرانه‌های عصر آهن را در آن شناسایی کرد، و این مکان را با نوشته‌های کتاب مقدس مرتبط دانست.
کی پراگ در سال ۱۹۷۵–۱۹۷۶ به‌طور خلاصه این محوطه را بررسی کرد. در سال ۱۹۹۰ وی برای انجام یک بررسی کامل و حفاری بخش‌هایی که مرتبط با عصر برنز بودند به این محوطه برگشت. از سال ۲۰۰۵ به سرپرستی استیون کالینز، این محل توسط پروژه مشترک دانشگاه تثلیث جنوب غربی (آلبوکرکی، نیومکزیکو) و کالج باستان‌شناسی و تاریخ کتاب مقدس دانشگاه بین‌المللی وریتاس (سانتا آنا، کالیفرنیا) مود تحقیق و حفاری قرار گرفته‌است. دانشجویان فوق لیسانس و دکترا و همچنین تعداد زیادی داوطلب از سراسر آمریکای شمالی و جنوبی، اروپا، آفریقا، آسیا، استرالیا، نیوزلند و خاورمیانه در حفاری‌ها شرکت می‌کنند.
در سپتامبر ۲۰۲۱ نتیجهٔ تحقیقاتی در دانشگاه کالیفرنیا، سانتا باربارا منتشر شد که نشان می‌دهد در ۱۶۵۰ پیش از میلاد (حدود ۳۶۰۰ سال پیش)، انفجار یک شهاب‌سنگ تل الحمام را نابود کرده‌است. تجزیه و تحلیل شواهد برجای مانده در ویرانه‌های تپه باستانی تل‌الحمام نشان می‌دهد یک شهاب‌سنگ به عرض تقریباً ۵۰ متر در ارتفاع ۴ کیلومتر بالاتر از سطح زمین منفجر شده‌است و پس از یک نور خیره‌کننده، موجی از گرمای ۲۰۰۰ درجه ایجاد کرده‌است. قدرت تخریب این انفجار حدود ۱۰۰۰ بار قدرتمندتر از انفجار اتمی هیروشیما بوده و حرارت ایجاد شده به اندازه‌ای بوده که بلافاصله بدنه‌های چوبی خانه‌ها را سوزانده، اشیاء فلزی مانند شمشیر، نیزه و حتی سازه‌های سفالی و آجری را ذوب کرده و باعث شده تا ۶۰۰ سال آن منطقه بدون سکنه و به‌صورت شوره‌زار باقی بماند. در سطح شهر، یک لایه متشکل از کربن و خاکستر به ضخامت ۱/۵ متر وجود دارد که در آن دانه‌های ریز کوارتز شکل‌گرفته تحت فشار ۵ الی ۱۰ گیگا پاسکال، خشت خام و سفال ذوب شده، کربن الماس‌مانند، دوده، اجرام کروی حاوی آهن و سیلیسیم، کلسیم کربنات مشتق از گچ ذوب شده، پلاتین ذوب شده، ایریدیوم، نیکل، طلا، نقره، زیرکونیوم و کرومیت یافت شده‌است. با توجه به این‌که بعضی از این مواد برای ذوب‌شدن به دمای ۱۵۰۰ تا ۲۵۰۰ درجه سانتی گراد نیاز دارند دانشمندان بر این باورند که دما در آن منطقه از ۲۰۰۰ درجهٔ سانتیگراد فراتر رفته‌است.

## شهر سدوم و رد آن
استیون کالینز، ۸ سال پس از کاووش در این محوطه، با انتشار کتاب خود «کشف شهر سدوم» در سال ۲۰۱۳، استدلال کرد که تل الحمام محل شهر باستانی سدوم است.در مقابل پروفسور یوجین اچ مریل معتقد است که اگر چنین باشد شناسایی تل الحمام با سدوم نیاز به تجدید ساختار غیرقابل قبول زمان‌بندی کتاب مقدس دارد.